# 高松市の交通
高松市の交通は香川県高松市の交通についての項目である。

## 概要
市内は他の地方都市と同様、公共交通機関より道路の整備が優先されている。そのため公共交通機関の利用率は低く、高松市を始めとする香川県は自家用車の分担率が92％を占め、自動車への依存度が高い都市の1つである。また、高松市内は平野部が多く、平坦な道が多いため「自転車王国」といわれるほど自転車が多い。
公共交通機関は鉄道とバスがある。鉄道は高松琴平電気鉄道（ことでん）が瓦町駅を中心に4方向に放射状に路線を巡らせ、JRが高松駅を起点に東西に2方向路線を持っている。バスは鉄道より多くの路線を持っているが、本数は鉄道より少ない。
四国における交通の拠点性から言えば四国内の高速道路を管理する西日本高速道路（旧日本道路公団）四国支社や、四国内のJRを統轄するJR四国の本社が置かれており、四国の玄関が概ね瀬戸中央自動車道（瀬戸大橋）から神戸淡路鳴門自動車道（明石海峡大橋・大鳴門橋）に移ってからも拠点性は多少低下したものの比較的高いままである。
長らく、自動車のナンバープレートは香川運輸支局の交付する「香川」ナンバーであった。2010年代には高松市を中心とする周辺市町は「ご当地ナンバー」の条件を満たしていた。自動車登録台数は高松市だけで約18万6千台、周辺1市2町（高松市、三木町、綾川町）では約20万8千台となり、2006年10月10日に導入された石川県金沢市を中心とする「金沢」ナンバーの前例と同様に、実施前に「香川」ナンバーとして登録されている自動車の約4割が該当した。2018年5月22日、国土交通省は2020年度からの交付開始を前提に「高松」ナンバーを追加すると発表した。2020年3月に、国土交通省四国運輸局は、「高松」ナンバーを5月11日より交付すると発表し、予定通り交付が開始された。

## 道路
高松市内の道路愛称名については「高松市内の通り」を参照
高松の道路は他の都市に較べ比較的幅員が広く、郊外の区画整理も行われていることから一部の古い道路を除いて直線的な道路が多く、大体の道路は直角に交わる。そのため環状線の需要が大きく、特に都市計画道路である高松市街地形成外環状線の交通量は多い。
また、市域の道路の多くは古代から続く条里制の影響を強く受けており、真北を向く道路は殆ど無い。そのため多くの道路、ひいては都市全体が真北から東に約10度傾いており、区画整理などで新たな道路を建設する際も、大体その規則性は維持されている。

### 高速道路
- 高松自動車道：高松東IC、高松中央IC、高松檀紙IC、高松西IC

（これらのインターチェンジのうち、高松中央IC以外は、いわゆる「ハーフインターチェンジ」と呼ばれる片方向のみのインターチェンジである。）

高松自動車道の高松東IC－高松西IC間は、郊外を東西に横断しており、上下6車線の国道11号を覆う高架と、上下4車線区間が続くその景観は概ね都市高速道路並である。ただし、一部区間を除き専ら田畑の続く郊外に建設されたことから、高速道路自身からの景観は他の地方都市と変わらない。

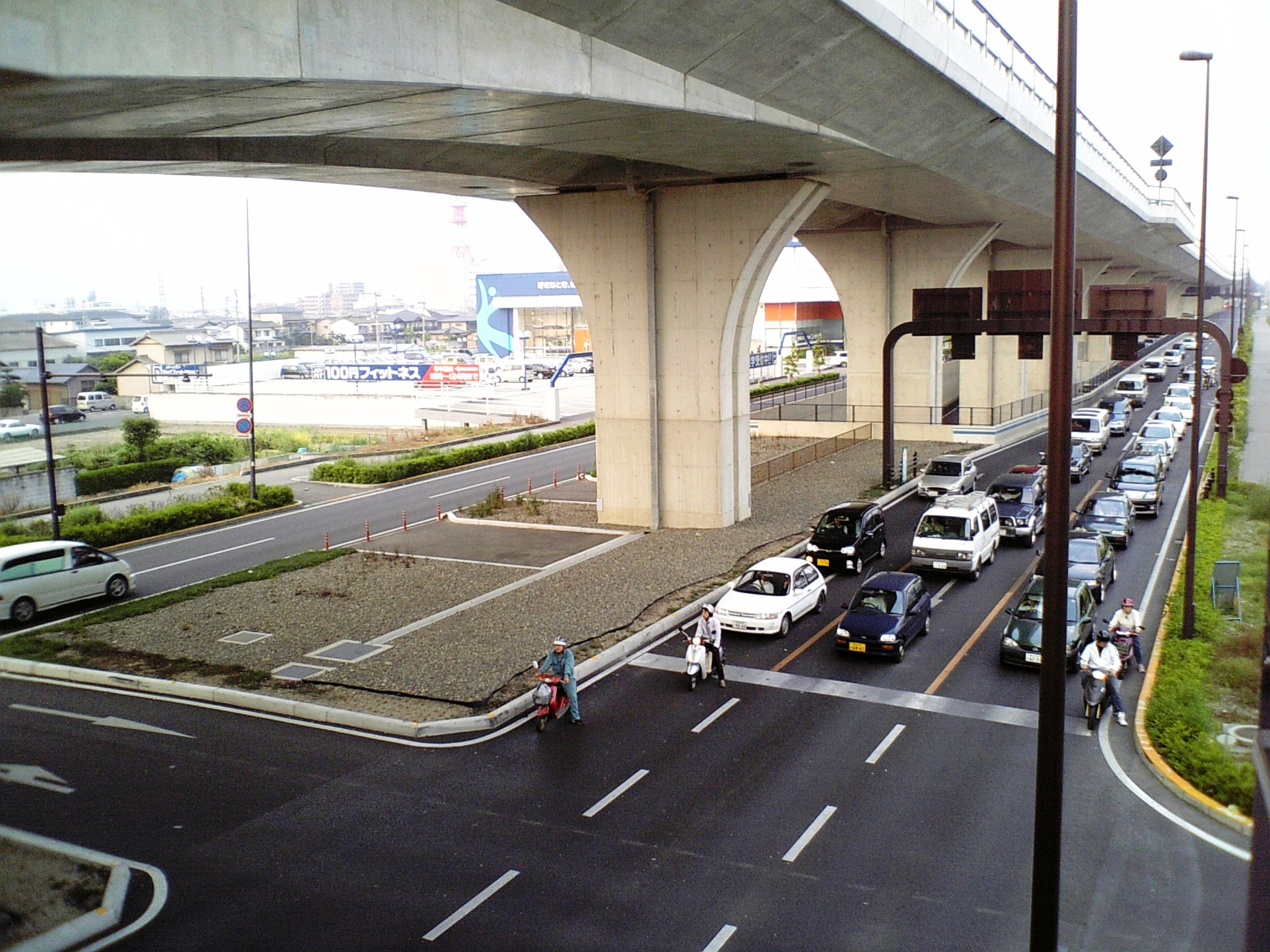
上天神町交差点付近

この区間の下を並走する上天神交差点を中心とした国道11号高松東道路は高松を東西に貫く動脈であり、高速道路建設以前から交通量は多く、朝夕のラッシュ時の交通渋滞が慢性化していた。そのため、高速道路の建設と並行して高松東道路の上下6車線化や上天神町交差点の直進車線地下化、主要交差点における横断歩道の地下道・歩道橋化、副道車線の設置など多くの渋滞対策が行われ、その結果、西部の区間の渋滞が減少した。
東部の区間については道路周辺に田畑が広がる光景からして華美に見え、実際に高松中央ICにつながる林町の佐古東交差点以東の交通量は同交差点以西に比べ極端に少ない。しかし、それらの区間も現在、中心市街地からのスプロール現象が急速に進んでおり、大型駐車場を備えた郊外型のショッピングセンターや飲食店の進出が続いている（→#大型ショッピングセンター）。
現在の中心市街地が鉄道も含め港湾部の北辺に偏りすぎているため、高松中央ICのある内陸平野部に出先企業が多数移転する傾向が続いていて、市街地のビルが空洞化している。これら道路網の完成により、鉄道、船舶交通から高速バスを含め、自動車交通に本格的にシフトしている現在、中心市街地が現在の港湾地域に位置する意味が問われる時が来るかもしれない。

### 一般国道
| - 国道11号 - 国道30号 - 国道32号 | - 国道193号 - 国道377号 | - 国道436号 - 国道492号 |

※国道436号は国道30号と、国道492号は国道193号と高松市内では全線重複しており、単独路線としては存在しない。

### 県道
| - 徳島県道・香川県道7号美馬塩江線 - 香川県道10号高松長尾大内線 - 香川県道12号三木国分寺線 - 香川県道13号三木綾川線 - 香川県道14号屋島公園線 - 香川県道16号高松王越坂出線 - 香川県道30号塩江屋島西線 - 香川県道33号高松善通寺線 - 香川県道36号高松牟礼線 - 香川県道38号三木牟礼線 - 香川県道39号国分寺中通線 - 香川県道42号小蓑前田東線 - 香川県道43号中徳三谷高松線 - 香川県道44号円座香南線 - 香川県道45号高松空港線 - 徳島県道・香川県道106号穴吹塩江線 - 香川県道145号八栗原線 - 香川県道146号八栗牟礼線 | - 香川県道147号太田上町志度線 - 香川県道150号屋島停車場屋島公園線 - 香川県道153号大滝上西線 - 香川県道154号久保谷塩江線 - 香川県道155号牟礼中新線 - 香川県道156号西植田高松線 - 香川県道157号高松東港線 - 香川県道159号高松港線 - 香川県道160号高松港栗林公園線 - 香川県道161号高松坂出線 - 香川県道163号栗林停車場今里線 - 香川県道164号三谷香川線 - 香川県道165号東谷岩崎線 - 香川県道166号岩崎高松線 - 香川県道167号枌所西中徳線 - 香川県道170号岡本香川線 - 香川県道171号国分寺太田上町線 - 香川県道172号川東高松線 | - 香川県道173号高松停車場栗林公園線 - 香川県道174号千疋高松線 - 香川県道175号衣掛郷東線 - 香川県道176号檀紙鶴市線 - 香川県道177号円座香西線 - 香川県道178号山崎御厩線 - 香川県道179号端岡停車場線 - 香川県道180号鴨川停車場五色台線 - 香川県道183号綾川国分寺線 - 香川県道266号勅使室新線 - 香川県道269号塩江香川高松自転車道線 - 香川県道272号高松志度線 - 香川県道277号香川坂出丸亀自転車道線 - 香川県道280号高松香川線 - 香川県道281号五色台線 - 香川県道282号高松琴平線 |

### 市道
| 中心部 - 市道兵庫町西通町線 - 市道五番町西宝線 - 市道錦町宮脇線 - 市道片原町沖松島線 - 市道丸亀町栗林線 - 市道瓦町松島線 | 広域幹線道路 - 市道朝日町仏生山線 - 市道花ノ宮木太線 - 市道木太鬼無線 - 市道上福岡多肥下町線 - 市道福岡林線 |

### 道の駅
- 源平の里むれ
- 香南楽湯
- しおのえ

## 鉄道路線
- 中心駅：高松駅、瓦町駅

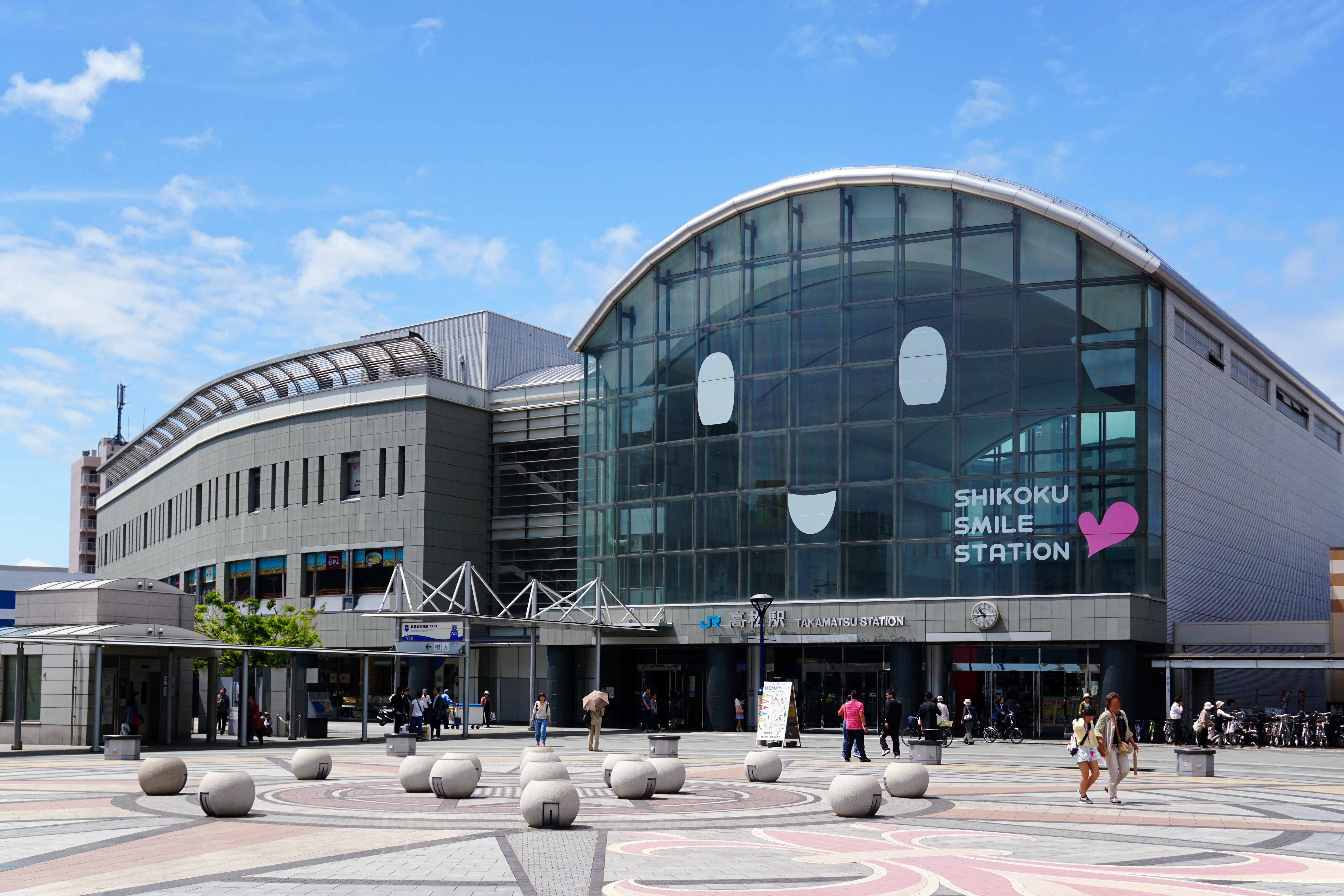
高松駅の利用客はJR四国で最多であり高松の玄関口であるため、長距離の通勤通学客や観光客が多い

中心となる駅は広域的な移動の場合はJR高松駅、市内を移動する場合は高松琴平電気鉄道瓦町駅に棲み分けられる。
JR高松駅は四国内の主要路線（高徳線、予讃線）の始発駅ともなり、本四備讃線・土讃線の2路線の終着駅になっている高松市の玄関である。ただ、宇高連絡船時代の名残で高松港に位置しているため中心部からは北寄りに外れている。高松駅から西へ伸びるJR予讃線は高松駅を出て香東川を渡るといったん南西へ折れ、旧国分寺町と鬼無の境目付近で再び西へ向かうルートをとる。一方、東へ伸びる高徳線は高松駅から一度予讃線とともに西へ向かい、西宝寺山付近で分岐し、そこから高松市街の西端を大きく迂回するようにして、東へ引き返すようなルートをとる。このとき石清尾山付近に高松市内では唯一の鉄道トンネルがある。
高松琴平電気鉄道は瓦町駅を中心にそれぞれ東、南、南東方向に3路線あり、瓦町駅は、高松駅とは異なって周辺に繁華街を形成する高松市中心部に位置している。非接触式ICカードシステムIruCa（イルカ）を導入しており、2018年3月3日より、相互利用が行われている交通系ICカードが、鉄道線の52駅で使用可能になった。相互利用ではないため、IruCaのカードでは他社のエリアを利用できない「片乗入れ」となる。
戦前には市街地に路面電車として市内線が運行され、観光路線としての性格と生活路線としての性格を兼ね備えていたため利用者も多かったが、戦災で破壊されそのまま再開されることなく廃止された。その後路面電車は走っていないが、2000年代に高松市がLRTの導入に向けて検討をおこなったことがある。
高松市内を通る路線はほとんどが平面を走り、高架になっているのはJR高徳線の石清尾山トンネル以東・御坊川以西および高松琴平電気鉄道長尾線・琴平線の国道11号との交差部分である。高松琴平電気鉄道の2カ所は2007年に完成したもので、いずれもおもに国道11号・高松東バイパスの渋滞対策として行われた事業である。盛土の部分も含めれば琴平線の観光通以南・栗林公園駅以北もそうである（この区間は地上時代の高徳線と交差することが理由であった）。香川県の計画では瓦町駅以北の琴平線も高架になる予定であったが、県財政の悪化などによる中断の後、2010年に事業の中止が決定した。上記のLRTの導入構想には、高架化に伴って高松駅隣接地に乗り入れる予定だった琴平線とJR線の連絡改善も目的の一つに含まれている。
高松市内で電化されていない路線はJR高徳線のみである。

### 四国旅客鉄道（JR四国）
- ■ 予讃線 : 高松駅 - 香西駅 - 鬼無駅 - 端岡駅 - 国分駅
  - ■ 土讃線及び、■ 本四備讃線と直通。本四備讃線へ乗り入れる列車は予讃線区間内で瀬戸大橋線の愛称あり。
  - 岡山駅との間に、約30分ごとに発車する快速「マリンライナー」で結ばれている。
  - 松山方面には特急「いしづち」、徳島方面には特急「うずしお」がそれぞれ1時間ヘッドで、高知方面には特急「しまんと」が運転されている。
- ■ 高徳線 : 高松駅 - 昭和町駅 - 栗林公園北口駅 - 栗林駅 - 木太町駅 - 屋島駅 - 古高松南駅 - 八栗口駅 - 讃岐牟礼駅

### 高松琴平電気鉄道
- ■ 琴平線 : 高松築港駅 - 片原町駅 - 瓦町駅 - 栗林公園駅 - 三条駅 – 伏石駅 - 太田駅 - 仏生山駅 - 空港通り駅 - 一宮駅 - 円座駅 - 岡本駅
  - 瓦町駅、仏生山駅、一宮駅で運転系統が分かれる。ラッシュ時5-15分おき、日中15分おきに運行しているが、特に高松築港駅-瓦町駅間では長尾線が乗り入れているため、ラッシュ時1-8分おき、日中8-15分おきの、高松圏で最も高頻度な運行を行っている。
- ■ 長尾線 : 瓦町駅 - 花園駅 - 林道駅 - 木太東口駅 - 元山駅 - 水田駅 - 西前田駅 - 高田駅
- ■ 志度線 : 瓦町駅 - 今橋駅 - 松島二丁目駅 - 沖松島駅 - 春日川駅 - 潟元駅 - 琴電屋島駅 - 古高松駅 - 八栗駅 - 六万寺駅 - 大町駅 - 八栗新道駅  - 塩屋駅 - 房前駅 - 原駅

### 日本貨物鉄道（JR貨物）
市内における保有路線は予讃線の全線で、香川県内では本四備讃線も保有路線である。市内の香西南町にはコンテナ貨物の取扱駅として高松貨物ターミナル駅（愛称：四国桃太郎貨物駅）が位置し、臨時車扱貨物のみの取扱駅として高松駅も所属している。また、高松貨物ターミナル駅には日本貨物鉄道関西支社四国支店が所在している。

## バス

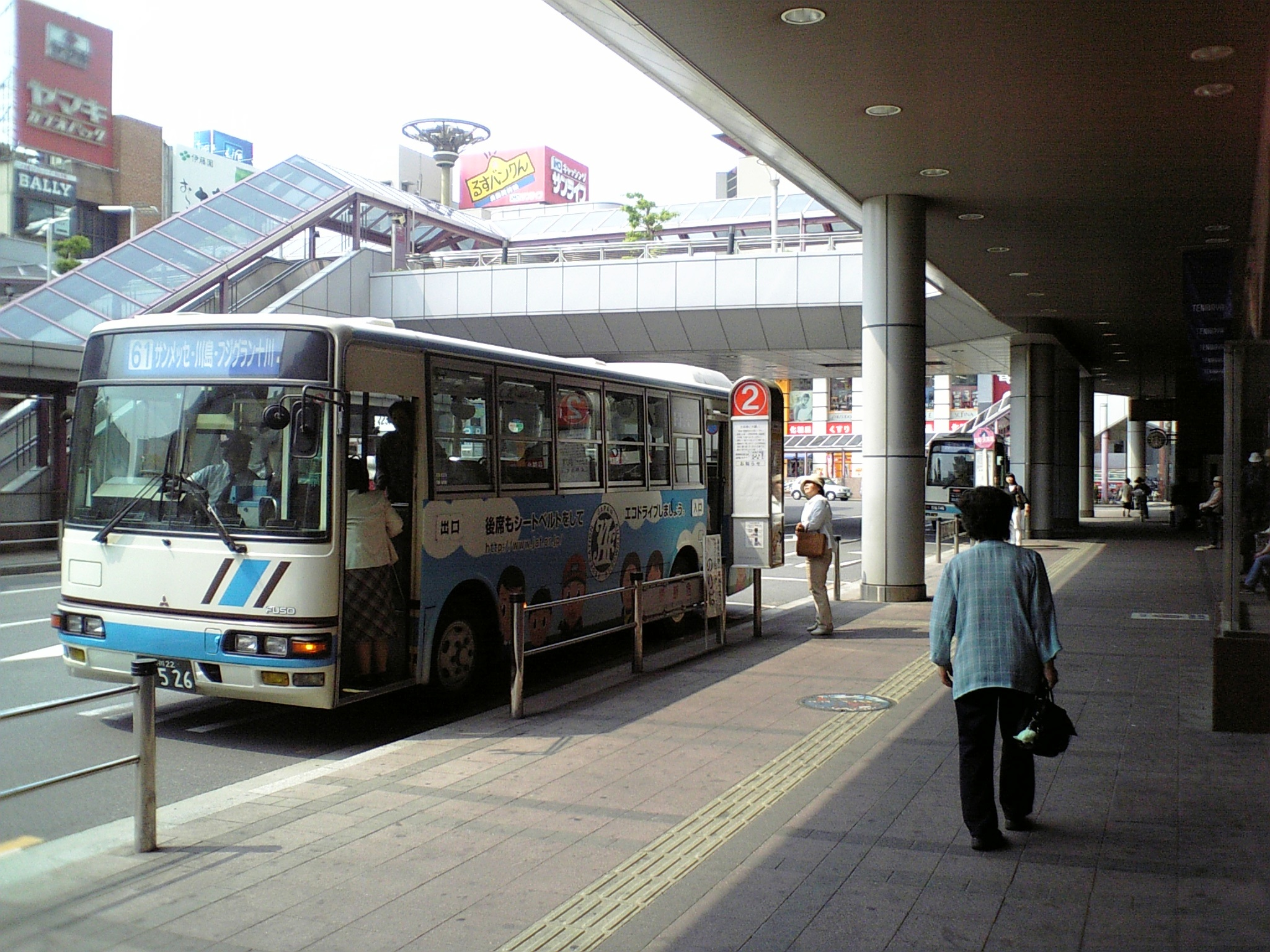
瓦町駅前バス停

高松市内の路線バスは、ことでんバスがほぼ独占している。もともとの高松バスとその親会社である高松琴平電気鉄道直営バス（琴電バス）が統合したもので、市営バスの運行実績はない。乗車方式は後乗り前降りで、運賃は整理券方式の対キロ区間制。ことでん同様、非接触式ICカードシステムIruCa（イルカ）を導入している。2018年3月3日より、鉄道駅では相互利用が行われている交通系ICカードが使用可能となったが、バスでは利用できない。
利用者減少での赤字路線廃止が幾多も行われ、路線は最盛期に比べかなり縮小した。市民の足として利用されていたが、モータリゼーション時代の本格到来で利用者は伸び悩み、2001年12月に親会社である高松琴平電気鉄道の経営破綻とともに民事再生法の適応を申請した。再生計画は2006年に完了している。再生開始後に上記のIruCaの導入や、社名の変更などがおこなわれた。
ことでんバス以外で市内で路線を運行する事業者および路線は下記の通り。
- 大川自動車
- 琴参バス（王越線が一部乗り入れ）
- 高松市コミュニティバス - 市との協定に基づきバス会社が運行している路線。合併前の各町（塩江町・香川町・国分寺町）が運行していた引き継ぎ路線を含む。
- マルイ観光バス
- 鬼ヶ島観光自動車

以前は徳島西部交通が高松駅と穴吹駅を結ぶ路線（穴吹線）を運行していたが、2012年3月限りで運行を休止した。

## 空港
高松空港

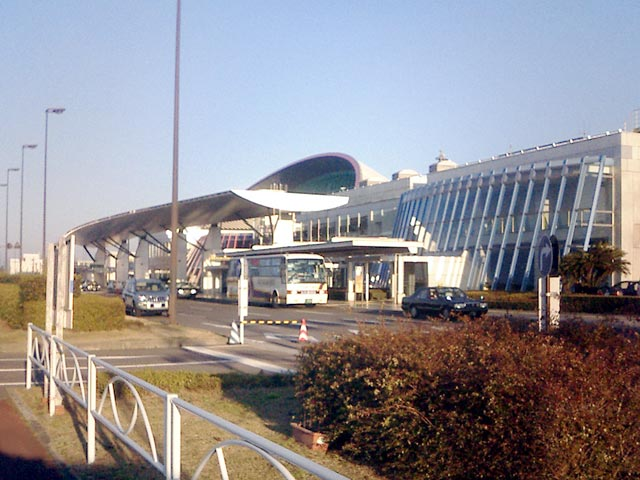
高松空港旅客ターミナル

現在の高松空港は1989年（平成元年）12月16日、市民に「林の飛行場」と呼ばれた旧高松空港が当時の香南町（現在は合併して高松市香南町。敷地の一部は綾歌郡綾川町も入っている）に移転してきたものである。
旧高松空港は1958年、高松市林町の軍用飛行場の規模を縮小し供用が開始された。滑走路長は1200mで大型旅客機は離着陸できず、プロペラ機のYS-11が就航していた。移転後の跡地には香川県が主体となり高度技術産業工業団地｢香川インテリジェントパーク｣が造成され香川大学工学部などの研究開発機関や、サンメッセ香川などの産業支援機関が集積している。
現高松空港は滑走路長2500mで大型旅客機が離着陸可能になり、1992年から国際線旅客ターミナルの供用が開始され、ソウル・上海・台北への直行便が通っている。国内の大規模国際空港のうち、関西にはかつて航空路線があったが現在はない。成田への定期便は、開港から24年を経た2013年12月よりLCCのジェットスター・ジャパンが就航した（2014年8月より春秋航空日本も運航を開始したが、2015年10月24日限りで休止した）。
空港ターミナルビルは、映画｢世界の中心で、愛をさけぶ｣の撮影にも使用された吹き抜け窓が特徴。
2018年4月より運営が民営化されており、「高松空港」の名称は、運営会社の名称（高松空港株式会社）ともなっている。

## 船舶

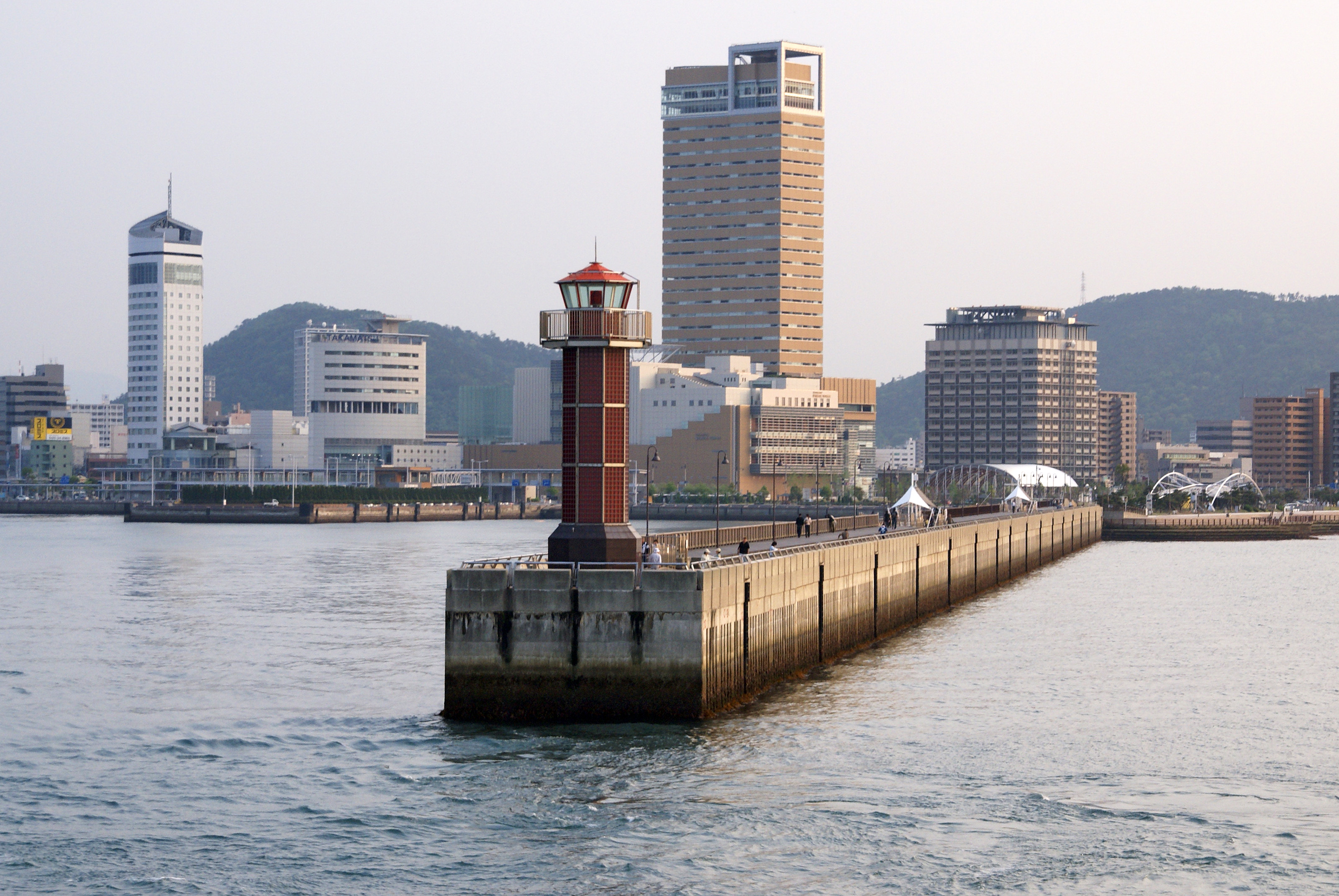
海上より高松港を望む

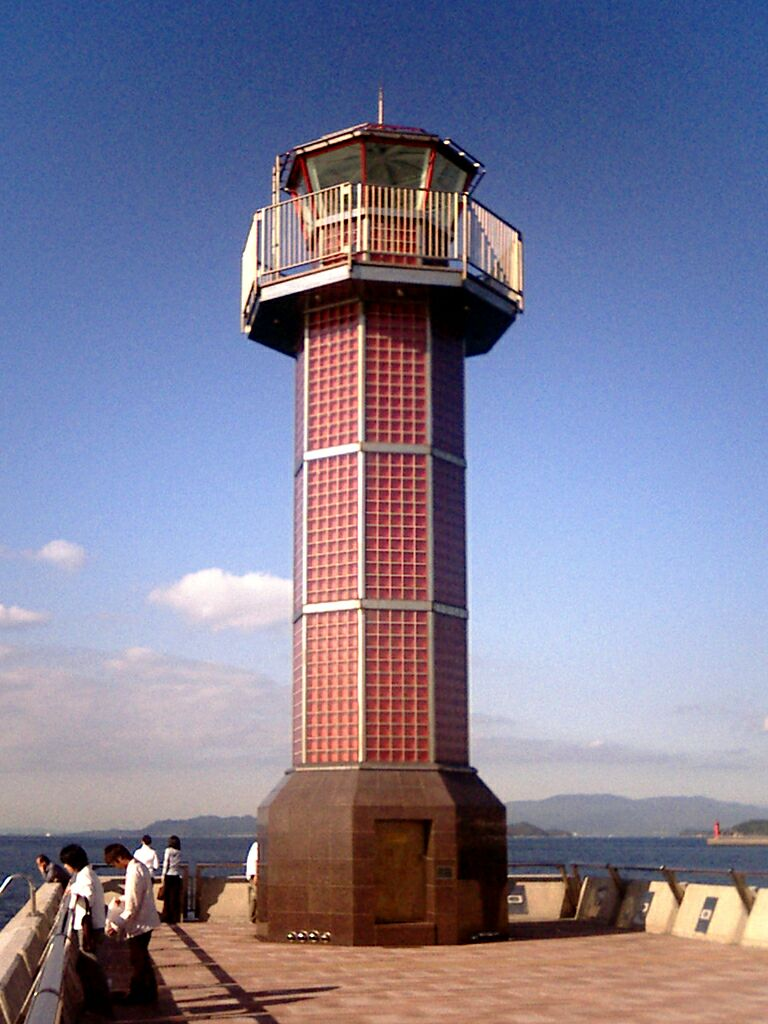
玉藻防波堤灯台

高松（築港）は港町でもあり、航路により近畿方面、山陽方面、小豆島など瀬戸内海の島との航路がある。かつては本州と四国を結ぶ主要国鉄航路であった宇高連絡船が在り、「四国の玄関」と言われていたが、本州と四国を結ぶ橋が高松から離れた地に三本も架かり、船舶の交通の要衝としての地位は低下した。しかしながら、高松東港と神戸港・新港フェリーターミナルを結ぶジャンボフェリーなど、いくつかの旅客船航路が存続しており、港町として発達してきた古きよき時代の名残を残している。
太字は高速船または旅客船
- 小豆島方面
  - 小豆島フェリー：高松港 - 土庄港
  - 国際両備フェリー：高松港 - 池田港
  - 小豆島フェリー：高松港 - 土庄港
- 山陽（岡山・宇野）方面
  - 2019年12月をもって廃止。時間はかかるが四国汽船で直島を経由して代用。
- 直島諸島方面
  - 雌雄島海運：高松港 - 女木港 - 男木港
  - 四国汽船：高松港 - 宮浦港 – 宇野港
  - 豊島フェリー： 高松港 -  豊島家浦港
  - 四国汽船：高松港 - 宮浦港
- 近畿（神戸）方面
  - ジャンボフェリー：高松東港 - 神戸新港フェリーターミナル (一部の便は小豆島坂手港を経由する)（りつりん2, あおい）

## ケーブルカー
八栗山には、四国ケーブルの八栗八栗ケーブルで登ることができる。
かつて、観光地である屋島には、屋島登山口駅と屋島山上駅を結ぶ屋島ケーブルが運行されていたが、運営会社の屋島登山鉄道の経営破綻により2004年（平成16年）10月16日に運行を休止し、2005年（平成17年）7月1日正式に廃止された。